# 이경민 (1984년)
이경민(1984년 7월 31일 ~ )은 전 KBO 리그 LG 트윈스의 투수이다.

## 출신학교
- 완월초등학교
- 마산중학교
- 마산고등학교